# Sărulești (Buzău)
Săruleşti è un comune della Romania di 1 448 abitanti, ubicato nel distretto di Buzău, nella regione storica della Muntenia.
Il comune è formato dall'unione di 7 villaggi: Cărătnău de Jos, Cărătnău de Sus, Goicelu, Sările Cătun, Sărulești, Valea Largă, Valea Stînei.